# Traulia minuta
Traulia minuta är en insektsart som beskrevs av Huang, C. och Wei Ying Hsia 1985. Traulia minuta ingår i släktet Traulia och familjen gräshoppor. Inga underarter finns listade i Catalogue of Life.